# Nawabganj (Oudh)
Nawabganj fou un estat tributari protegit del tipus taluka o talukdari a l'Oudh, regit per una nissaga kizilbaixi originària de l'Iran o Afganistan, que hauria arribat a l'Índia en temps d'Humayun. Sardar Ali Khan fou governador de Kandahar i va rebre el jagir de Hazara; va morir el 1770 i el va succeir el seu fill Hidayat Ali Khan esmentat l'any 1797. El seu fill Ali Reza Khan Bahadur fou creat kan bahadur el 1859 i nawab (personal) el 1862 per serveis als britànics durant la campanya a l'Afganistan; va morir el 1864 i el va succeir el seu fill Nawazish Ali Khan, cavaller de l'orde de l'Índia, confirmat com a nawab (personal) el 21 de maig de 1866, que va morir el 1890 i el va succeir el seu germà Nasir Ali Khan que va aconseguir ser nomenat nawab hereditari el 1892 i va morir el 1896. El va succeir el seu nebot Sir Fateh Ali Khan (fill del germà Nisar Ali Khan), cavaller d el'orde de l'Índia, i membre del consell legislatiu del Panjab, mort el 28 d'octubre de 1923. El tron va passar al seu fill Nisar Ali Khan Kizilbash, mort el 1944, deixant com a successor a Reza Ali Khan Kizilbash que va governar fins al 1954 quan les seves terres van passar a l'estat indi.